# Latinský kříž

Latinský kříž

Latinský kříž je nejčastěji používaný symbol v římské církvi. 

## Charakteristika
Je tvořen svislou čárou, která je v dolní části prodloužená. Kříž v církvi je odkazem na ukřižování Ježíše Krista. Používá se též jako symbol smrti, například v typografii (†).